# Élection présidentielle polynésienne de 2009
Une élection présidentielle de Polynésie française se déroule le 11 février 2009 et permet l'élection du Président de la Polynésie française. Elle fait suite à la démission du Président Gaston Tong Sang, en amont d'une motion de censure parlementaire prévue à son encontre. Le Président de la Polynésie française est élu par suffrage indirect par l'Assemblée de Polynésie française.

## Premier tour
Quatre députés se portèrent candidats. Oscar Temaru, candidat de l'Union pour le développement, la stabilité et la paix, obtint 24 voix - les 18 de son parti, et les voix des six députés du groupe Ora te Fenua de Jean-Christophe Bouissou. Gaston Tong Sang, du parti O Porinetia To Tatou Ai'a, obtint 20 voix. Edouard Fritch (Tahoeraa huiraatira) obtint 12 voix, dont celles des neuf députés de son parti. Sandra Levy-Agami, candidate indépendante, n'obtint que sa propre voix. Aucun candidat n'ayant atteint la majorité absolue (29 voix), un second tour eut lieu.

## Second tour
Le second tour, qui se déroule le même jour, oppose Oscar Temaru à Gaston Tong Sang. Temaru est élu avec 37 voix contre 20 pour son rival.